# Joseph Edamaruku
Joseph Edamaruku (* 7. September 1934 im Distrikt Idukki, Kerala; † 29. Juni 2006 in Delhi) war ein indischer Journalist und Anhänger des Rationalismus.

## Leben
Edamaruku war langjähriger Leiter des Büros des malayalamsprachigen Magazins Keralasabdam in Delhi und Gründer der Zeitschrift Therali. Edamaruku galt als überzeugter und engagierter Atheist. In den Jahren 1995–2005 war er Präsident der Indian Rationalist Association. Er befasste sich intensiv mit dem Werk Abraham Kovoors.
Sein Sohn Sanal Edamaruku ist Präsident von Rationalist International.

## Werke
- Kristhuvum Krishnanum Jeevichirunnilla
- The Times that Raised the Tempest